# Lindafulgur
Lindafulgur is een geslacht van weekdieren uit de klasse van de Gastropoda (slakken).

## Soorten
- Lindafulgur candelabrum (Lamarck, 1816)
- Lindafulgur lindajoyceae (Petuch, 1991) †
- Lindafulgur lyonsi (Petuch, 1987)